# 岡部いさく
岡部 いさく（おかべ いさく）は、日本の軍事評論家。作家・イラストレーター。

## 略歴
航空雑誌『月刊エアワールド』編集者、艦艇雑誌『月刊シーパワー』編集長を経て、軍事関連のフリーの評論家となる。
2018年7月現在、自衛隊関係のテレビ番組やDVDの監修を行っている。

## 人物
『月刊モデルグラフィックス』誌上等にて「岡部ださく」のペンネームで『世界の駄っ作機』シリーズも執筆。またF1ファンでもあることから、雑誌『F1グランプリ特集』（ソニー・マガジンズ）では航空機とF1マシンに共通するテクノロジーを取り上げるコラム『スピンオフ』を連載している。
漫画『エロイカより愛をこめて』に脚本アドバイザーとして参加。
アニメ『ストラトス・フォー』のOVA第2シリーズである『ストラトス・フォー アドヴァンス』に軍事評論家として実名で登場し、声も担当した。また、フジテレビ系列で放送された『海猿』のテレビドラマ『海猿 UMIZARU EVOLUTION』にも軍事評論家役で出演している。
ガンダムファンとしても知られ、アニマックスで放送された劇場版『機動戦士Ζガンダム』の特別番組に出演し、エマ・シーンのファンであると語った。『マスターピース ゼータ・ガンダム』ではサイド6のリーアコロニー出身の軍事評論家「イサク・オカベ」としてΖガンダムに関する考察文を書いている。また、『機動戦士ガンダム00』には、設定協力として制作に参加する。
また、12作目『アーマード・コア フォーアンサー』のプロモーションでは当該世界に住む軍事評論家として、登場するACやAF等の兵器などの解説をした動画が配信された。

## 家族・親族
父は漫画家の岡部冬彦。姉は漫画家のおかべりか。妹はイラストレーターの水玉螢之丞。画家で作家、登山家の岡部一彦は父である岡部冬彦の兄で、岡部いさくの伯父にあたる。

## 著書

### 単著
- 『クルマが先か？ ヒコーキが先か？』二玄社、2002年11月。ISBN 9784544040821。
  - 『クルマが先か？ ヒコーキが先か？』 Mk.Ⅱ、二玄社、2005年4月。ISBN 9784544040982。
  - 『クルマが先か？ ヒコーキが先か？』 Mk.Ⅲ、二玄社、2007年3月。ISBN 9784544400151。
  - 『クルマが先か？ ヒコーキが先か？』 Mk.Ⅳ、二玄社、2011年1月。ISBN 9784544400496。
  - 『クルマが先か？ ヒコーキが先か？』 Mk.Ⅴ、二玄社、2011年3月。ISBN 9784544400502。
- 『世界の駄っ作機 番外編』大日本絵画、2004年9月。ISBN 9784499228534。
  - 『世界の駄っ作機 番外編 蛇の目の花園2』大日本絵画、2010年7月。ISBN 9784499230247。
  - 『世界の駄っ作機 番外編 蛇の目の花園3』大日本絵画、2019年3月。ISBN 9784499232579。
- 『英国軍艦勇者列伝』大日本絵画、2012年6月。ISBN 9784499230865。
- 『いさくの艦艇モデルノロヂオ』イカロス出版、2019年4月。ISBN 9784802206747。

#### 岡部ださく名義
- 『世界の駄っ作機』大日本絵画、1999年1月。ISBN 9784499226899。
  - 『世界の駄っ作機』（増補改訂版）大日本絵画、2017年6月。ISBN 9784499232111。
- 『世界の駄っ作機』 2巻、大日本絵画、2000年9月。ISBN 9784499227261。
- 『世界の駄っ作機』 3巻、大日本絵画、2003年9月。ISBN 9784499228237。
- 『世界の駄っ作機』 4巻、大日本絵画、2009年6月。ISBN 9784499229906。
- 『世界の駄っ作機』 5巻、大日本絵画、2009年11月。ISBN 9784499230063。
- 『世界の駄っ作機』 6巻、大日本絵画、2012年3月。ISBN 9784499230759。
- 『世界の駄っ作機』 7巻、大日本絵画、2014年3月。ISBN 9784499231299。
- 『世界の駄っ作機』 8巻、大日本絵画、2017年8月。ISBN 9784499232173。
- 『世界の駄っ作機』 9巻、大日本絵画、2019年8月。ISBN 9784499232708。
- 『世界の駄っ作機』 10巻、大日本絵画、2022年5月。ISBN 9784499233484。
- 『世界の駄っ作機』 11巻、大日本絵画、2024年5月。ISBN 9784499233996。

### 共著
- 石川潤一、岡部いさく、能勢伸之『検証 日本着弾 「ミサイル防衛」とコブラボール』扶桑社、2001年9月。ISBN 9784594032401。
- G-アミューズ編集部編集 編『マスターピース ゼータ・ガンダム』SBクリエイティブ、2006年10月。ISBN 9784797334623。
- 押井守、岡部いさく『戦争のリアル』エンターブレイン、2008年3月。ISBN 9784757741447。
- GA Graphic編集部編集 編『ヴァリアブルファイター・マスターファイル VF-19 エクスカリバー』SBクリエイティブ、2010年6月。ISBN 9784797356939。
- 中野耕志、岡部いさく『ビジュアル・マスターファイル F-14トムキャット』SBクリエイティブ、2012年11月。ISBN 9784797371734。

### 翻訳
- ビル・スウィートマン『モスキート』渡部利久イラストレーター、河出書房新社〈世界の偉大な戦闘機 7〉、1983年8月。
- シェパード・ペイン『シェパード・ペインの戦車の作り方』大日本絵画〈月刊モデルグラフィックス 別冊〉、1985年7月。
- Eric Lefevre『パンツァーズ・イン・ノルマンディ』大日本絵画〈月刊モデルグラフィックス 別冊〉、1988年3月。
- ジャン・ポール・パリュ『アルデンヌ1944 バルジ戦のパイパーとスコルツェニー』大日本絵画〈月刊モデルグラフィックス 別冊〉、1988年8月。
- ビル・ガンストン『現代の戦闘機』ホビージャパン〈イラストレイテッド・ガイド 1〉、1988年8月。
- ビル・ガンストン『スパイ機』ホビージャパン〈イラストレイテッド・ガイド 4〉、1988年12月。
- デズモンド・スコット『英仏海峡の空戦』朝日ソノラマ〈新戦史シリーズ 32〉、1990年11月。
- アレクサンダー・M.ズース『ソビエトウイングス 現用ソビエト軍用機写真集』大日本絵画、1991年4月。ISBN 9784499205658。
- C.V.グラインズ『巨星「ヤマモト」を撃墜せよ！ 誰が山本GF長官を殺ったのか！？』光人社、1992年4月。ISBN 9784769806042。
- メラヴ・ハルペリン・アハロン・ラピドット 編『イスラエル空軍』朝日ソノラマ〈新戦史シリーズ 53〉、1992年12月。ISBN 9784257172536。
- ジャン・ポール・パリュ『バルジの戦い』 上巻、大日本絵画、1993年7月。ISBN 9784499226097。
- ジャン・ポール・パリュ『バルジの戦い』 下巻、大日本絵画、1993年11月。ISBN 9784499226103。
- ヴェルナー・ジルビッヒ『ドイツ空軍の終焉 西部戦線ドイツ戦闘機隊、最後の死闘』大日本絵画、1994年6月。ISBN 9784499226332。
- ピーター・ツォウラス『Dデイの惨劇 1944年6月、連合軍敗退』大日本絵画、1995年11月。ISBN 9784499226387。
- ジョン・マロン『はやわかり第二次世界大戦史』光人社、1999年6月。ISBN 9784769809265。
- フレデリック E.スミス『633爆撃隊』光人社〈光人社NF文庫〉、2000年9月。ISBN 9784769822820。

### 共訳
- ラッセル・クレンシャウ 著、岡部いさく・岩重多四郎 訳『ルンガ沖の閃光 日本海軍駆逐艦部隊対アメリカ海軍巡洋艦部隊』大日本絵画、2008年9月。ISBN 9784499229739。

### 解説
- George Hall『U.S.FIGHTING WINGS アメリカ最新鋭機のすべて 大型本』朝日ソノラマ、1991年8月。ISBN 9784257033172。

### 文庫解説
- 新谷かおる『エリア88』、スコラ漫画文庫、1994年 - 各巻の巻末に「『エリア88』を彩る航空機群」として解説を書く。

- 青池保子『エロイカより愛をこめて』 3巻、秋田書店〈Akita Bunko 20-3〉、1998年2月。ISBN 9784253173612。
- ギャビン・スミス 著、金子浩 訳『帰還兵の戦場』 1巻、東京創元社〈創元SF文庫〉、2016年5月。ISBN 9784488761011。
- ギャビン・スミス 著、金子浩 訳『天空の標的』東京創元社〈創元SF文庫〉、2016年9月。ISBN 9784488761042。

### 監修
- モデルグラフィックス編集部 編『岡部いさく&能勢伸之のヨリヌキ週刊安全保障』フジテレビジョン「ホウドウキョク」・岡部いさく監修、大日本絵画、2016年12月。ISBN 9784499231992。